# La Bastida de Totana
La Bastida de Totana es un yacimiento arqueológico perteneciente a la cultura argárica situado en el municipio español de Totana, en la Región de Murcia. Está ubicado sobre un cerro de perfil cónico a unos 6 km al oeste de la localidad de Totana y fue ocupado entre aproximadamente 2200 y 1550 antes de Cristo. Se trata de uno de los poblados más extensos (4,5 ha. como estimación mínima) de los inicios de la Edad del Bronce en Europa continental y está considerado como uno de los asentamientos más importantes de la Prehistoria reciente europea. Formó parte de la red de centros neurálgicos argáricos, con incipiente urbanismo y en los que se detectan desigualdades políticas y económicas.
En 2005 La Bastida fue declarada Bien de Interés Cultural. Su larga historia de investigación, iniciada en 1869, y las actividades de campo llevadas a cabo desde 2008 por el grupo de investigación Arqueoecología Social Mediterránea (ASOME) de la Universidad Autónoma de Barcelona, lo convierten en uno de los yacimientos argáricos mejor conocidos hasta ahora.

## Geografía

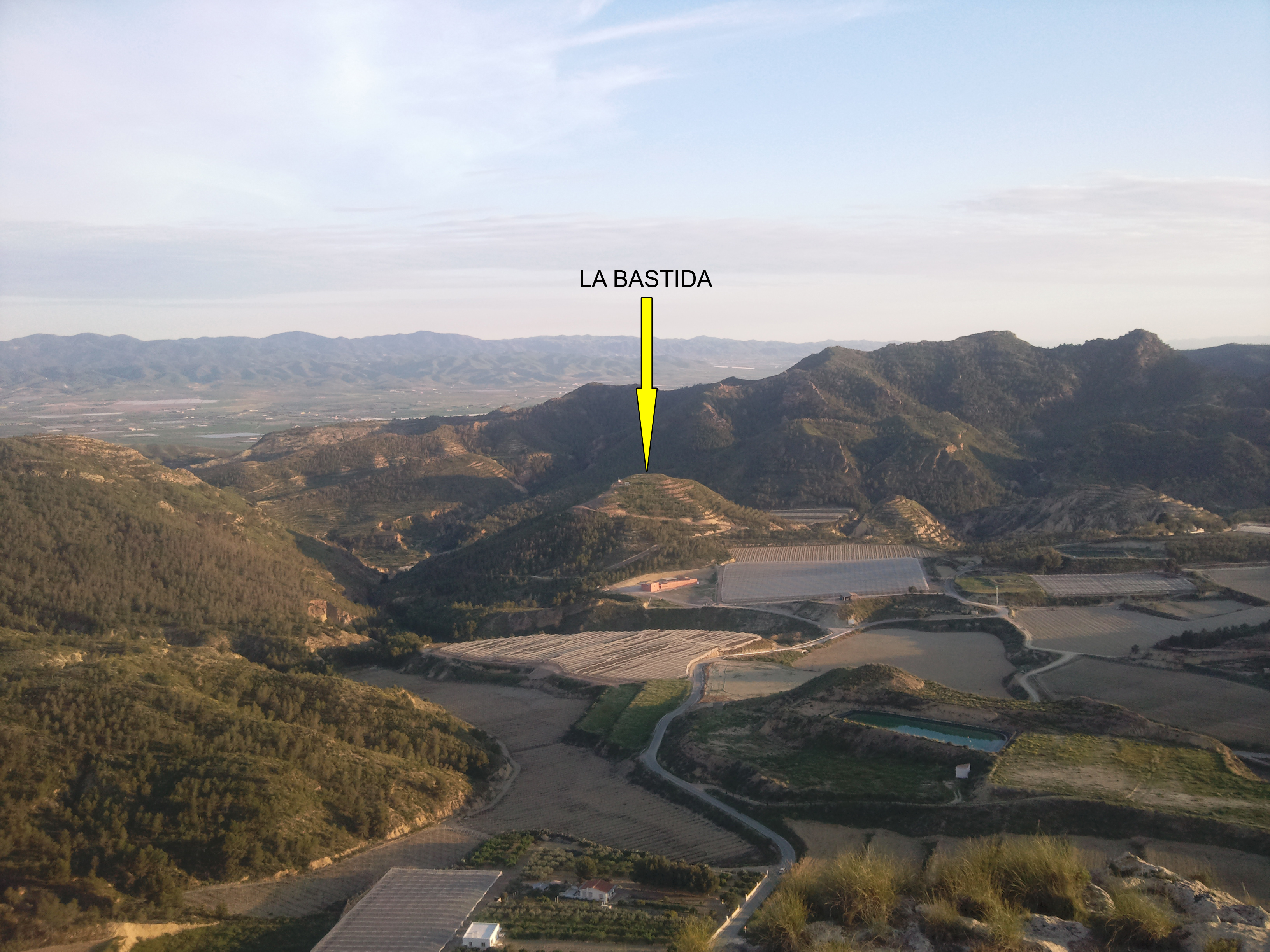
Vistas de la cara norte de La Bastida desde la Serrecica (2010)

La Bastida se localiza en las estribaciones de las sierras de La Tercia y Espuña, sobre un cerro escarpado de 450 m s. n. m. en la confluencia de la Rambla de Lébor y el Barranco Salado.
Desde el punto de vista geológico, se encuentra en la zona de contacto entre los materiales del Mioceno, procedentes de la Sierra de la Tercia, y los materiales del Paleozoico y Mesozoico, representados en la Sierra de Espuña. El sustrato geológico del cerro es principalmente terciario, con predominio de conglomerados, margas, calizas, yesos y areniscas, y en menor medida pizarras y cuarcitas.
Si bien en la época prehistórica contaba con bosques de ribera más o menos densos, en el periodo argárico se inició un proceso de transformación antrópica del entorno natural que conllevaría consecuencias irreparables. La actividad continuada durante casi 700 años de la tala de los bosques para el suministro de combustible y la creación de campos de cultivo y pastos para el ganado provocaron un impacto en el medioambiente que se agravó en tiempos históricos.[cita requerida]
El medio actual corresponde a un paisaje degradado como consecuencia del impacto ambiental continuado. Por un lado, las lluvias torrenciales periódicas conducen a una intensa acción erosiva en los cursos del Lébor y el Salado. Por otro, la explotación forestal y la posterior repoblación de pino carrasco durante la década de los 70 condujeron a la transformación artificial de la flora y el relieve mediante aterrazamientos. Todo ello ha conducido al desarrollo de un medioambiente árido caracterizado por una vegetación de secarral, con pequeños arbustos y hierbas.
La Bastida se sitúa al borde del valle del Guadalentín pero relativamente alejada y oculta al mismo tiempo de las llanuras aluviales. Esta ubicación es probablemente la clave para entender la relevancia de La Bastida en las relaciones políticas y económicas de la sociedad argárica y su condición de núcleo urbano.[cita requerida]

## Intervenciones arqueológicas
La Bastida representa el primer asentamiento argárico excavado, investigado y publicado monográficamente. Los primeros trabajos de los que se tiene constancia se realizaron en 1869, dirigidos por el ingeniero de caminos Rogelio de Inchaurrandieta, quien presentó en el Congreso Internacional de Arqueología de aquel mismo año, celebrado en Copenhague, los hallazgos realizados en “la montaña funeraria” de La Bastida. En tres días, junto con dieciocho jornaleros, excavó 18 urnas y 2 cistas de enterramiento. Publicó el resultado de esta intervención en el Boletín de la Universidad de Madrid (1870) y en las Actas del Congreso de Copenhague (1875), donde expuso las primeras interpretaciones sobre las actividades económicas y prácticas funerarias llevadas a cabo en La Bastida. El material, que debía depositarse en el Museo Arqueológico Nacional, se perdió tras su ingreso en la Escuela de Ingenieros en Madrid.
Desde entonces se han ido sucediendo actividades de excavación, prospección y limpieza hasta el presente, llevadas a cabo en cada momento por diversos investigadores. Es por ello que el rigor y la calidad documental del registro relacionado con cada uno de los episodios de intervención en el lugar difieren entre sí. Esta tradición investigadora, muy dilatada en el tiempo, ha conducido además a una amplia dispersión de los hallazgos, que actualmente custodian diversos museos europeos.
Pocos años después del inicio de las intervenciones arqueológicas en La Bastida, en el otoño de 1886, Luis Siret y Pedro Flores excavaron en el yacimiento tras leer la síntesis de los trabajos de Inchaurrandieta presentada por Cartailhac (1886). En esta ocasión la campaña fue breve, pues cesaron los trabajos tras la excavación de la decimotercera tumba, tal vez por no obtener los resultados esperados.
Desde al menos mediados del siglo XIX y hasta época reciente, La Bastida ha sido objeto de rebuscas y excavaciones clandestinas, motivadas en buena parte por el auge de la demanda de antigüedades. Un ejemplo de esta situación queda ilustrada en el relato de las peripecias y de la picaresca de los gitanos “Corro” y “Rosao”, quienes descubrieron y falsificaron múltiples piezas de La Bastida para luego venderlas como auténticas.
A partir de 1927 el arqueólogo Juan Cuadrado, discípulo de Luis Siret, realizó diversas intervenciones en el yacimiento de La Bastida (1927-28 y 1936-39) así como en varios yacimientos de la zona, entre los que destaca Blanquizares de Lébor. Dicho material fue donado al Museo Arqueológico de Almería, del que fue director desde 1933 hasta su muerte en 1952.

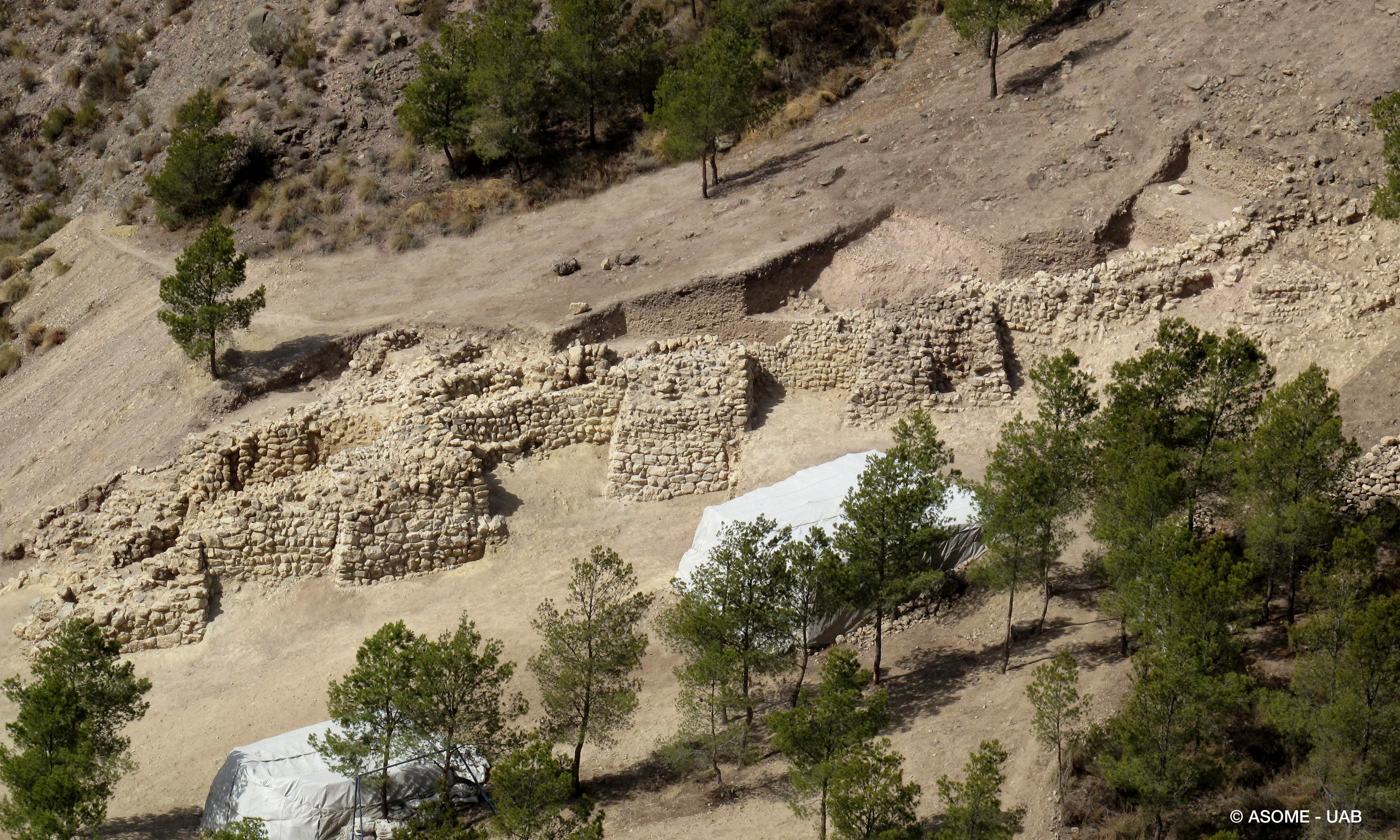
Vista frontal de la fortificación, con varios lienzos de muralla y cinco de las torres macizas descubiertas (2012)

En la posguerra, el Seminario de Historia Primitiva del Hombre de Madrid dirigido por Julio Martínez Santa-Olalla, llevó a cabo cuatro nuevas campañas de excavación. En las de 1944 y 1945 participaron Eduardo del Val Caturla, Carlos Posac Mon, José Antonio Sopranis Salto y el propio Julio Martínez Santa-Olalla, que dirigía a su vez la Comisaría General de Excavaciones Arqueológicas, organismo que publicó en 1947 bajo el formato de Memoria los resultados de estas intervenciones. Esta es hasta el momento una de las principales fuentes de información, pues incluye una detallada descripción de 18 departamentos y estructuras asociadas, entre las que se cuentan 102 sepulturas, los estudios específicos del material y una síntesis histórica.
En 1948 se encargaron de la dirección de la excavación Vicente Ruiz Argilés y Carlos Posac Mon, publicando los resultados en Cuadernos de Prehistoria Primitiva (1948) y en el Noticiario Arqueológico Hispánico (1956). En esta campaña se amplió a 21 el número de departamentos y en 15 más la colección de tumbas.
La última excavación de esta etapa se realizó en 1950. Francisco Jordá Cerdá, en colaboración con John D. Evans, ampliaron la excavación en dirección noroeste. Aunque esta zona conservaba escasos restos murarios, se extrajo una docena más de tumbas.
A este intenso periodo de excavaciones le siguió un extenso lapso de abandono científico. Fue en 1986, gracias al trabajo presentado como tesis de Licenciatura por Mª Magdalena García López, cuando el yacimiento se rescató del olvido mediante el análisis de materiales cerámicos inéditos procedentes, en su mayoría, de las excavaciones llevadas a cabo en 1944-45 por Martínez Santa-Olalla y su equipo. La Universidad de Murcia publicó este estudio en 1992, dos años después de que la misma Universidad realizara una prospección (1990).  Iniciado ya el siglo XXI, el ayuntamiento de Totana encarga en 2003 a Arqueotec tareas de limpieza y documentación gráfica, dentro de la puesta en marcha del "Proyecto de parque arqueológico-didáctico" de Mª Magdalena García López proyecto con el que se consiguió una subvención de los Ministerios de Fomento y Cultura, que permitió la construcción de las primeras instalaciones para la musealización del yacimiento. Las tareas de documentación gráfica prosiguieron en 2005 por Arqueoweb.
A finales de 2008 se puso en marcha un proyecto de investigación, musealización y divulgación del yacimiento, bajo la dirección de Vicente Lull, Rafael Micó, Cristina Rihuete y Roberto Risch, de la Universidad Autónoma de Barcelona (Grup de Recerca d’Arqueoecologia Social Mediterrània). La Consejería de Cultura y Turismo de la Región de Murcia, la Universidad Autónoma de Barcelona, los ministerios de Industria, Comercio y Turismo y de Economía y Competitividad, y el Ayuntamiento de Totana son las instituciones que han patrocinado y financiado las labores arqueológicas llevadas a cabo recientemente.
La intervención de un equipo multidisciplinar, en el que participan investigadores y laboratorios nacionales e internacionales, así como un nutrido grupo de estudiantes, obreros y voluntarios, ha permitido sacar a la luz restos arqueológicos de crucial importancia en la interpretación no solo del propio asentamiento sino del entramado económico, político y social del periodo argárico. Adicionalmente, las labores de formación y divulgación desde el centro de investigación situado al pie del yacimiento, embrión de un futuro parque arqueológico, lo convierten en un polo de atracción científico, pedagógico, cultural y turístico.

### Cronología de la investigación
| Campaña o intervención                                                                             | Fecha                                                                                               |
| -------------------------------------------------------------------------------------------------- | --------------------------------------------------------------------------------------------------- |
| Rebuscas previas a R. de Inchaurrandieta                                                           | Década de 1860 o antes                                                                              |
| Hallazgo de vasijas por el labrador del cortijo de la Casa del Pantano                             | Antes de las actividades fraudulentas de "El Corro" y "El Rosao", a principios de la década de 1890 |
| Hallazgo de tres tumbas en trabajos de extracción de áridos (descripción recogida por J. Cuadrado) | Principios del siglo XX                                                                             |
| Primera campaña del seminario de Historia Primitiva del Hombre (J. Martínez Santa-Olalla)          | Agosto-septiembre de 1944                                                                           |
| Aterrazamiento de la ladera norte y de la cima en el marco de programa de repoblación forestal     | Principios de la década de 1970                                                                     |
| Recogida superficial de muestras óseas para datación radiocarbónica (M.J Walker)                   | Diciembre de 1976                                                                                   |
| Apertura de un camino desde la rambla de Lébor                                                     | Inicio de 1990                                                                                      |
| Prospección superficial de la Universidad de Murcia (equipo dirigido por J. Lomba)                 | Otoño de 1990                                                                                       |
| Limpieza, excavación y restauración (ArqueTec)                                                     | Año 2003                                                                                            |
| Limpieza y planimetría (Arqueoweb)                                                                 | Enero de 2005                                                                                       |

## Fases de ocupación
Las excavaciones realizadas desde 2009 han permitido identificar tres fases de ocupación principales, algunas de las cuales registran subdivisiones internas.
- Fase I (c. 2200–2000 a. C.): los primeros testimonios de ocupación humana están representados por un número elevado de pequeñas cabañas de perímetro curvilíneo, construidas a base de barro y postes de madera. Ninguna de estas cabañas ha conservado su perímetro íntegro debido a que fueron parcialmente destruidas por la construcción de los edificios posteriores y por procesos erosivos. Todas ellas aparecen amortizadas mediante un horizonte de incendio. Las observaciones estratigráficas realizadas no permiten asociar tumba alguna a esta fase de ocupación del asentamiento. Entre los hallazgos artefactuales más numerosos destaca la cerámica, con una presencia importante de pastas de color amarillento y morfologías que recuerdan a producciones de tradición calcolítica. Cabe destacar también patrones de decoración cerámica a base de series de triángulos incisos rellenos de puntos, con paralelos en el yacimiento de Lugarico Viejo, coetáneo en esta época.[16] La cerámica campaniforme está ausente. Además de las cabañas, un número menor de edificios más espaciosos, construidos con muros rectos de piedra, pudo desempeñar funciones de carácter comunitario. Entre estas construcciones figura un sistema de fortificación monumental y original.

- Fase II (c. 2000–1850 a. C.): durante la segunda fase de ocupación las cabañas dejaron de ser habitadas y, en su lugar, se levantaron edificios de piedra. Se produjo con ello la implantación de los elementos propios de la arquitectura y del urbanismo argárico, es decir, edificaciones de planta alargada y muros rectos de piedra que se disponen sobre terrazas artificiales en ladera. Las primeras tumbas conocidas en La Bastida datan de esta fase así como una producción cerámica tipificada en las pastas y la morfología argáricas. Cabe destacar la habilitación de una balsa de grandes dimensiones, situada a cotas bajas aprovechando un área de menor pendiente.

- Fase III (c. 1850–1600/1550 a. C.): esta fue la fase de mayor extensión y apogeo. Un tupido entramado urbano cubrió toda la superficie del cerro, compuesto por grandes casas construidas en terrazas y separadas a veces por angostos accesos de menos de un metro de amplitud. La misma implantación urbana fue respetada hasta el abandono de La Bastida, al margen de algunas refacciones arquitectónicas de menor envergadura.

Hacia 1600/1550 a. C. La Bastida fue abandonada en condiciones aparentemente pacíficas, a juzgar por la ausencia de niveles de incendio u otras evidencias que pudieran sugerir un abandono por destrucción. Tras el cese de la ocupación argárica, sólo se documentan frecuentaciones esporádicas en época romana y medieval.[cita requerida]

## La ciudad

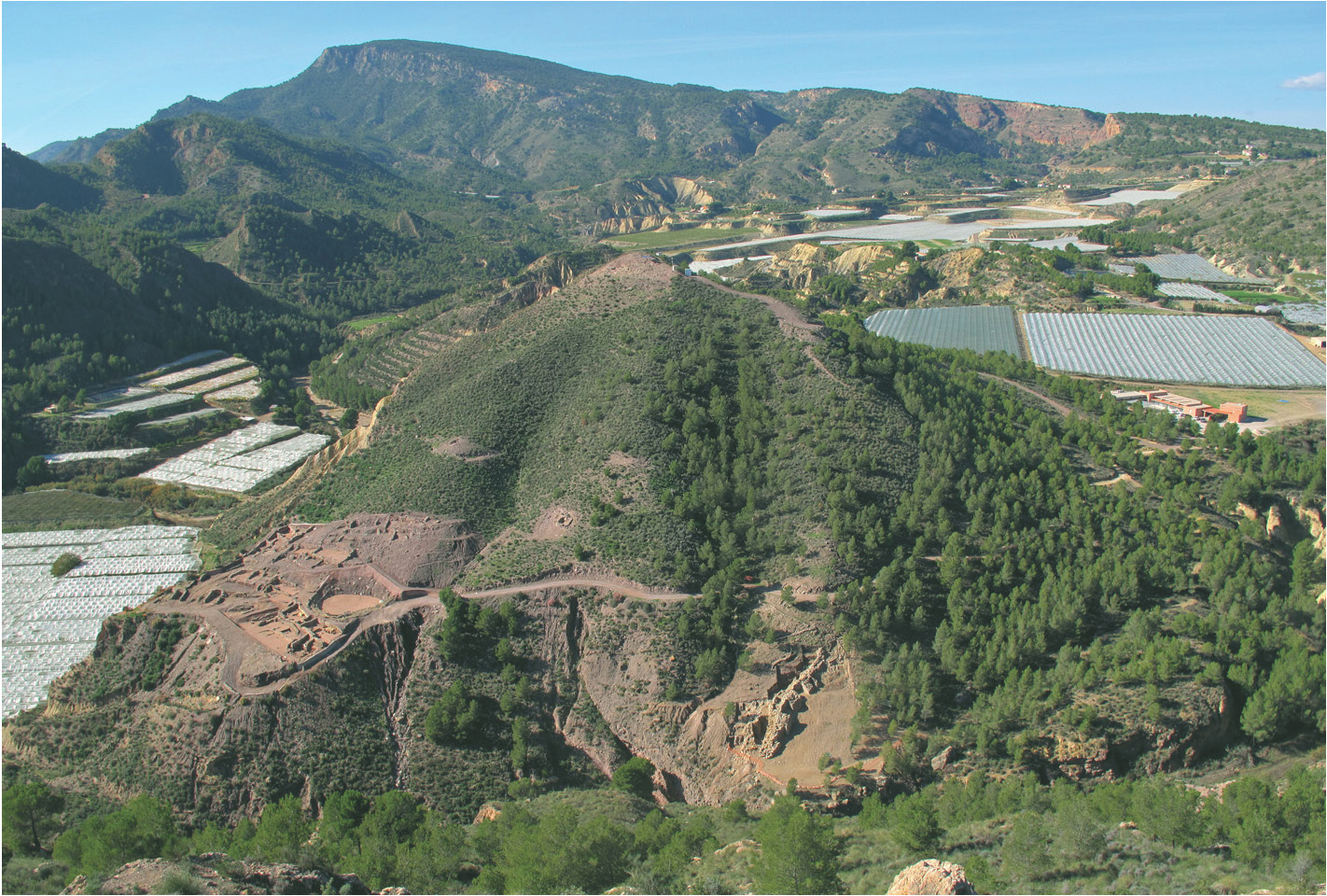
Vistas de La Bastida desde el Cabezo Gordo tomada a finales de 2012

Los trabajos de campo han permitido excavar en torno a 6000 m² distribuidos entre la cima del cerro —muy erosionada y afectada por labores de repoblación forestal—, la ladera media oriental, el piedemonte sureste —donde tuvieron lugar las intervenciones de 1944, 1945, 1948 y 1950— y en la zona contigua al Barranco Salado. Dichas labores han permitido recuperar los restos de 83 edificios, 88 tumbas, un sistema de fortificación y una gran balsa, que se añaden a los restos recuperados en las intervenciones previas.

### Arquitectura y urbanismo
A lo largo de los casi siete siglos de ocupación, el asentamiento sufrió reestructuraciones y renovaciones arquitectónicas. La fase más importante (fase III) mostraba una trama urbana basada en una densa red de edificios de planta rectangular, trapezoidal o absidal, cuyas superficies oscilan entre 10 y más de 70 m² y donde se distribuían las actividades de producción, almacenamiento y consumo. Las construcciones se asientan sobre la roca madre o sobre estratos de formación coluvial que cubrieron los derrumbes de las estructuras de las fases previas. Sus paredes estaban levantadas en piedra y revocadas con una capa de argamasa que contenía cal en diversas proporciones. Los edificios ocupaban terrazas artificiales dispuestas paralelamente a lo largo de las laderas del cerro, hallándose en ocasiones separados por angostos accesos de menos de un metro de amplitud. Los muros se han conservado en algunos casos hasta una altura de 1,5 m y 10 hiladas, y presentan anchuras medias de 0,60-0,80 m. Los paramentos se adaptan puntualmente para acoger postes de madera a modo de pilastras de refuerzo, aunque no resultan extraños los postes exentos, sobre todo junto a las intersecciones entre tramos de pared. Los tabiques internos son escasos, mientras que las infraestructuras habituales incluyen pisos acondicionados, hornos u hogares y banquetas de formas y tamaños variados, enlucidas o no con una capa de arcilla amarilla (greda). Hasta el momento, este tipo de edificios se han encontrado en el piedemonte y la ladera media.
Pese al deterioro erosivo que ha sufrido la cima de La Bastida, en ella se han descubierto los restos de una construcción monumental, de la que se conserva un tramo de muro de 1,90 m de anchura.
El elemento arquitectónico más emblemático hallado hasta el momento en La Bastida es el sistema de fortificación localizado al norte del área de habitación del piedemonte.[cita requerida] El primer elemento en ver la luz fue una línea defensiva («Línea 1»), formada por lienzos de muralla de hasta 3 m de anchura, a cuyo exterior se adosan cinco torres macizas de perfil troncopiramidal. Promedian unos 4 m de anchura y se proyectan entre 3 y 3,50 m respecto a la cara externa de los lienzos de muralla. Las torres nº 1 a 4 están separadas por distancias de entre 2,80 y 4,70 m. Teniendo en cuenta el volumen de las piedras en los estratos de derrumbe excavados en el exterior, la altura original de la Línea 1 habría sido de 5 m. Hasta la fecha, su trazado ha podido documentarse a lo largo de 45 m, desde el punto más bajo muy cerca del barranco Salado y siguiendo pendiente arriba de forma casi perpendicular al curso de este. Si proyectamos este trazado hasta alcanzar y rodear la cima del cerro, la Línea 1 habría podido rebasar los 300 m, salvando desniveles de en torno al 40 %.[cita requerida]
Casi en paralelo respecto a la Línea 1 apareció una segunda línea de muralla («Línea 2»). Esta línea posee dos bastiones cuyo perímetro presenta una forma de cuarto de círculo y algo menos de 3 m de anchura. Ambas líneas definen una entrada estrecha, que sufrió varias modificaciones constructivas a lo largo de su uso. En todas ellas dispuso de postes de madera para encajar el portón y, a la vez, consolidar los muros laterales y sustentar posibles altillos de madera. La entrada da paso a un corredor o pasillo al aire libre que fue rellenándose de sedimentos, residuos variados y materiales constructivos a lo largo del tiempo.
La Línea 2 se asocia a una torre troncopiramidal de 4 m de anchura, conservada en una altura de 2,5 m. En su cara oriental se abre un hueco cuyo contorno traza un arco apuntado de 1,5 m de altura y 0,85 m de anchura en su base. Pese a que la excavación del sedimento interior no ha concluido y, por tanto, no es posible ofrecer un diagnóstico concluyente, el hueco asemeja el de una poterna, es decir, el de una puerta secundaria con un posible uso defensivo.[cita requerida]
Las dataciones de Carbono-14 indican que la fortificación se encontraba ya en pie hacia 2200-2100 a. C. Su antigüedad y el alzado conservado de muros y torres convierten este hallazgo en uno de los más importantes de la arqueología europea de los últimos años. El trazo de la muralla y sus cualidades poliorcéticas (p. ej., el uso de una poterna) son inéditos en la península ibérica e incluso, en la Europa continental de ese tiempo; lo cual sugiere una posible incidencia, incluso directa, proveniente del Oriente del Mediterráneo en la fundación del asentamiento
Otra construcción monumental, en este caso en la ladera baja sureste, está representada por una balsa de gran tamaño. En un momento de su uso, en el extremo norte se construyó un muro de cierre rectilíneo, a modo de dique, de 21 m de longitud, una media de 3 m de anchura y 1,70 m de altura conservada. Con capacidad superior a 300 000 litros, su emplazamiento alejado de la «acrópolis» y el hecho de carecer de estructuras de techado la diferencia de la mayoría de las estructuras argáricas interpretadas como cisterna en asentamientos como El Oficio, Fuente Álamo, El Castellón Alto, o La Illeta dels Banyets. Tan solo la estructura de Peñalosa podría mantener paralelos con la de La Bastida. Parece probable su uso como balsa o embalse destinado a retener agua para variados usos domésticos y artesanales.
El asentamiento de La Bastida ocupó en su momento de auge unos 45 000 m², constituyendo, hasta el momento, el asentamiento argárico de mayor envergadura excavado sistemáticamente. El tamaño y la densidad de los edificios han permitido estimar la población en unos 1000 habitantes, concentración demográfica sin precedentes. Si a ello le sumamos la construcción de la fortificación así como otras construcciones monumentales como la balsa, se puede concluir que el asentamiento en La Bastida supuso una planificación del área de habitación y la aplicación de conocimientos prácticos de arquitectura y de ingeniería.[cita requerida]

### Ritual funerario

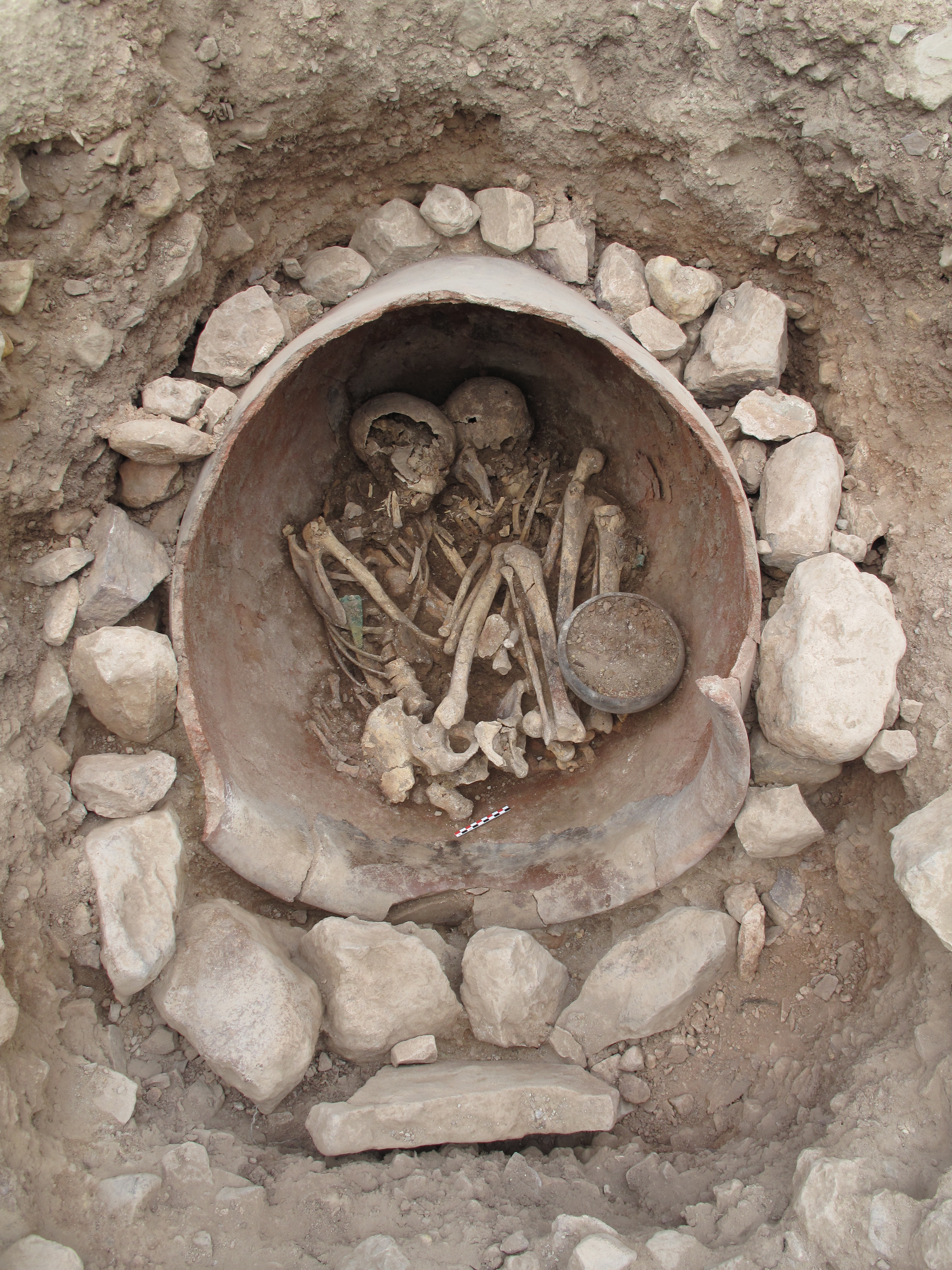
Tumba 18: enterramiento en urna de dos hombres adultos

Se han documentado un total de 237 tumbas. El ritual de enterramiento argárico se caracteriza, en primera instancia, por la inhumación bajo el suelo del área habitada. Se trata de sepulturas de inhumación que acogen uno o, con menos frecuencia, dos cadáveres, en el interior de recipientes cerámicos, cistas (o «cajas») de piedra, pequeñas cuevas artificiales («covachas») y fosas, simples o revestidas de piedras. Los cuerpos acostumbran a colocarse en posición fetal sobre uno de los costados, aunque en algunos casos el cuerpo se dispone en posición supina con las piernas ladeadas. Con frecuencia, junto a los cadáveres se depositaron ofrendas de composición variable. Dichas ofrendas suelen incluir recipientes de cerámica y elementos de ajuar como armas, útiles y adornos de metal, hueso y piedra, y, en ocasiones alguna porción cárnica, casi siempre de cabra u oveja. Los ajuares funerarios que acompañan a los difuntos son claramente diferenciados en caso de ser hombres o mujeres. [cita requerida]
En La Bastida, la mayor parte de tumbas se realizaron en urnas. De estas, las de forma 4, según la tipología de Luis Siret, son las más numerosas, seguidas en un porcentaje muy inferior por las formas 2 y 5, en las que acostumbraban a inhumar individuos infantiles. En varias ocasiones se han documentado contextos con elementos típicamente funerarios (urna bajo el suelo acompañada de ofrendas), pero sin evidencia de restos esqueléticos humanos. Estos contextos representarían, por tanto, cenotafios.
Si bien la mayor parte de las sepulturas corresponden a inhumaciones individuales, en las ocasiones en las que se usa un mismo contenedor funerario para dos individuos se cumple la tendencia habitual argárica de encontrar dos personas adultas de distinto sexo, o bien un adulto (hombre o mujer) con un infantil, o bien dos infantiles. La tumba 18 constituye una excepción a la norma, al contener los restos de dos hombres, cuyo ajuar estaba compuesto por una vasija carenada exterior a la urna, un cuenco con granos de cebada, un hacha y un puñal de tres remaches de cobre, un pendiente de plata y dos porciones de cabrito.
Las diferencias en el ajuar funerario permitieron identificar la existencia de clases sociales en la sociedad argárica, representadas todas ellas en el conjunto funerario de La Bastida. En este caso, el predominio de las sepulturas con ajuar frente a las que carecen de ofrendas, así como la relativa frecuencia de objetos característicos de las categorías sociales intermedias, como punzones, cuchillos, puñales y hachas de cobre, puede indicar el peso en La Bastida de súbditos con derechos sociales, pertenecientes a una clase intermedia.

### Organización económica
Debido al contraste entre la elevada concentración demográfica de La Bastida y su relativo alejamiento de las fértiles tierras del valle del Guadalentín, la elección del asentamiento se debería a motivos de orden político-social, en el marco de un territorio económico forzosamente más amplio.[cita requerida] El tamaño y la entidad arquitectónica y material de La Bastida la colocan en una posición de centralidad dentro de una unidad político-económica. La Bastida fue capaz de atraer materias primas de procedencia lejana, como rocas volcánicas y metamórficas para fabricar molinos, martillos, yunques o afiladores; cobre y plata para la producción de armas, herramientas y adornos, e incluso marfil para su transformación en botones.
La ubicación geográfica de La Bastida, oculta en cierta manera entre las elevaciones circundantes, contrasta con la visibilidad que ofrecen y permiten otros asentamientos de menos tamaño, como La Tira del Lienzo. Sin renunciar a las ventajas estratégicas de una posición elevada y de la protección de un muro de cierre, La Tira del Lienzo se asoma físicamente al valle para controlar la población de las aldeas en llano y su producción. Es, por tanto, en un complejo entramado de relaciones jerárquicas entre poblados donde se ha de ubicar el papel de La Bastida, la cual hacía valer su control económico-político sobre la producción a través de la implantación de poblados de orden jerárquico inferior.[cita requerida]
En resumen, La Bastida debió ser la capital de una entidad política de carácter estatal en cuyo seno convivían varias clases sociales: una, dominante y explotadora, que defendía sus privilegios con las armas; otra, mayoritaria en número, que identificamos como “pueblo llano” con ciertos derechos y, por último, una población servil o esclava.[cita requerida]

## Centro de investigación La Bastida

Foto de las instalaciones

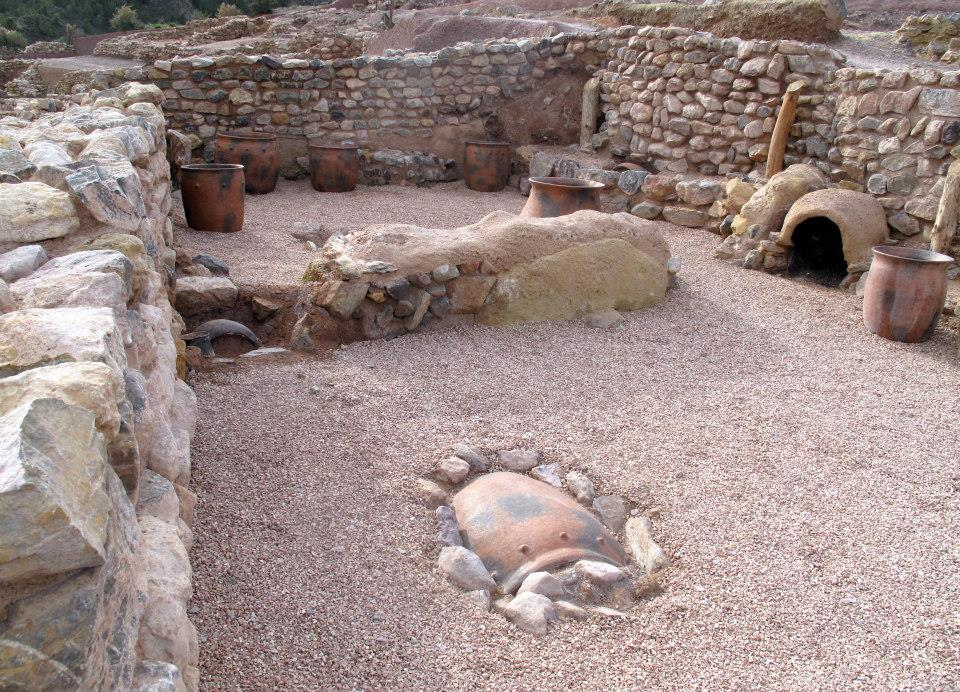
Habitación 3 restaurada

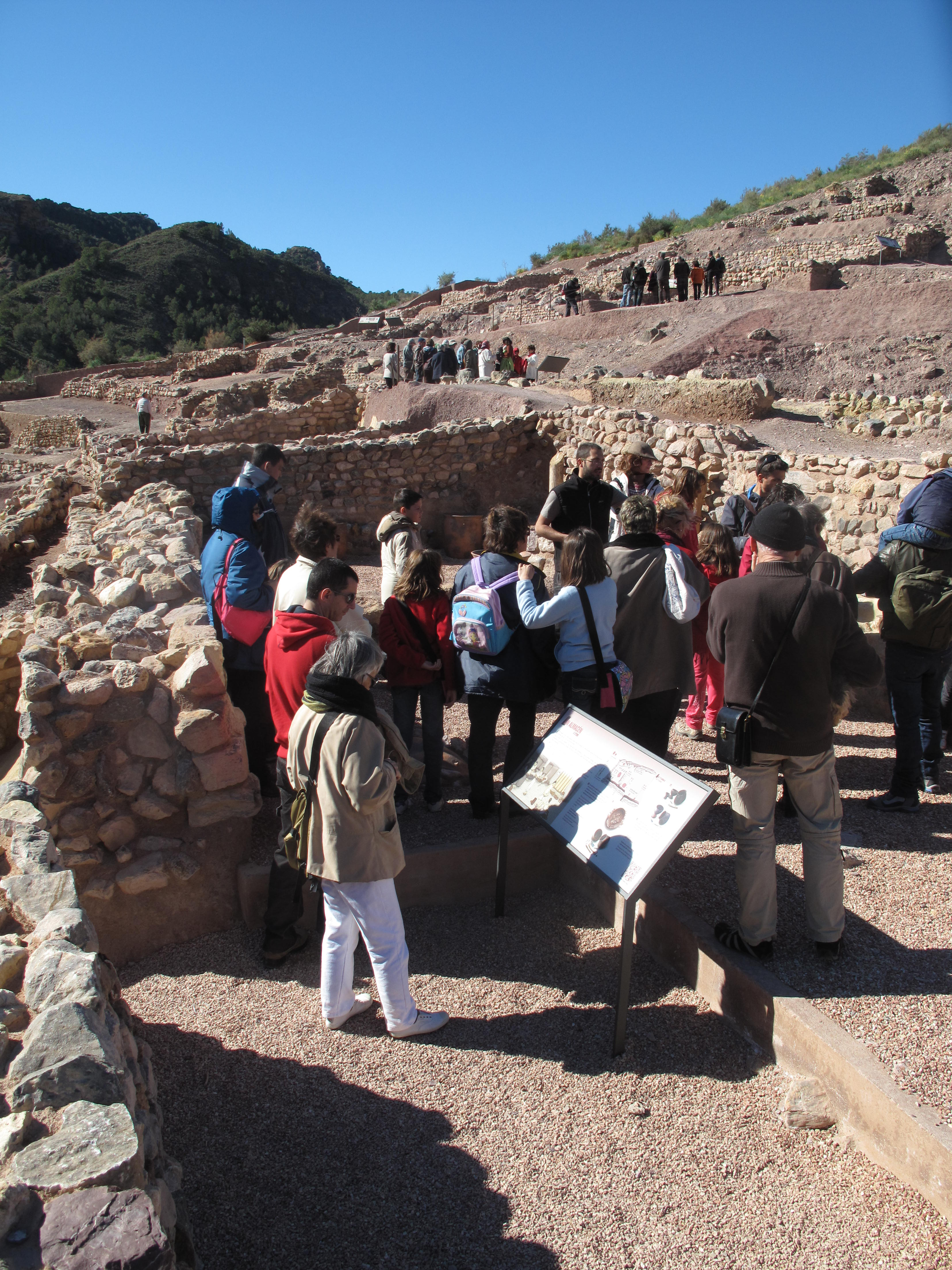
Visita guiada por miembros del Proyecto La Bastida por el piedemonte una vez restaurado

El yacimiento de La Bastida representa una enorme riqueza para la prehistoria europea en general y tanto su valor patrimonial como la importancia sociopolítica que tuvo este asentamiento en la Edad del Bronce lo han convertido en un foco privilegiado en la investigación prehistórica. Por ello la gestión del yacimiento, que se está llevando a cabo desde el grupo de investigación ASOME-UAB, se ha focalizado tanto en los labores de investigación como de divulgación.

### Centro de investigación multidisciplinar
Las instalaciones situadas al pie del yacimiento han sentado las bases para la fundación de un centro de investigación y de difusión, en el marco de un futuro parque arqueológico. En la actualidad dicho centro ya está funcionando como depósito y laboratorio de análisis y restauración de materiales arqueológicos. Ante la importancia de los hallazgos recuperados se han emprendido diversas líneas de trabajo destinadas al estudio y difusión de los mismos. Mediante análisis artefactuales (cerámica, metal, piedra, hueso y materias orgánicas), arqueozoológicos, paleobotánicos y antropológicos se busca conocer la organización económica y política de las comunidades que habitaron el asentamiento. Dichas líneas de investigación se desarrollan con la permanente asistencia de técnicas documentales como la fotografía, el dibujo, los sistemas informáticos, la topografía y la infografía. Además, se dispone de un laboratorio especializado en la restauración y la conservación de objetos arqueológicos.

### Labores de divulgación
En el marco del programa de divulgación se realizan labores de formación y de sensibilización de la población para la defensa del legado arqueológico público.
El elemento catalizador de esta iniciativa didáctica y de difusión, dirigida al público en general, está constituido por el propio yacimiento de La Bastida. Por ello, además de las labores de excavación, en los últimos años se han llevado a cabo la restauración del yacimiento y la musealización, así como la restauración de una gran cantidad de piezas arqueológicas.
Para que los visitantes puedan trasladarse a lo que debió ser la ciudad de La Bastida, se ha elaborado un itinerario que recorre el barrio ubicado en el piedemonte suroriental. De esta manera, las personas que visiten el yacimiento pueden acceder a la balsa y a las distintas habitaciones, donde se han instalado plafones explicativos en cada recinto. Para ello, se ha acondicionado el camino, restaurado los distintos elementos muebles de las habitaciones, tales como banquetas y hornos, y se han elaborado réplicas de las vasijas de almacenaje y los contenedores funerarios.[cita requerida]
Con el ánimo de abrir las puertas de este yacimiento y su estudio, en la actualidad se realizan visitas guiadas para distintos tipos de público. Por un lado, se trata de visitas dirigidas a estudiantes de centros escolares y universidades, en las que los especialistas del Proyecto La Bastida presentan los principales hallazgos y explican los resultados derivados de la investigación en torno al asentamiento. Por otro, la Oficina de Turismo de Totana ofrece visitas guiadas por el itinerario restaurado de piedemonte para turistas y locales.

### Vídeos
- TVE2 - Arqueomania - Documental "Señoras, guerreros y buscadores (II)". 11_01_2015.
- TVE2 - Arqueomania - Documental "Señoras, guerreros y buscadores (I)". 04_01_2015.
- CUATRO - Cuarto Milenio - Documental "La Bastida, la Troya española"
- Time-Lapse "La Bastida" 2013 en Vimeo
- TVE2 - La aventura del saber - Documental "El tunel del tiempo - La Bastida de Totana".
- Capítulo 1 en Vimeo -
- Capítulo 2 en Vimeo -
- Capítulo 3 en Vimeo
- TVE2 - La aventura del saber - Documental "El tunel del tiempo - La muralla de La Bastida".

- Datos: Q5962169
- Multimedia: La Bastida de Totana / Q5962169